# Phrynobatrachus ukingensis
Phrynobatrachus ukingensis là một loài ếch trong họ Petropedetidae.
Nó được tìm thấy ở Malawi và Tanzania.
Các môi trường sống tự nhiên của chúng là các khu rừng vùng núi ẩm nhiệt đới hoặc cận nhiệt đới, đồng cỏ ở cao nhiệt đới hoặc cận nhiệt đới, đầm nước, đầm nước ngọt, và đầm nước ngọt có nước theo mùa. Loài này đang bị đe dọa do mất môi trường sống.